# Lenguas eslavas occidentales
Las lenguas eslavas occidentales más importantes son el eslovaco, el checo, el polaco, el casubio y el sórabo o vendo. Todas usan el alfabeto latino.
Este subgrupo pertenece al grupo de las lenguas eslavas.

## Clasificación
Estas lenguas se dividen comúnmente en tres grandes grupos:
- Lenguas lequíticas
  - polabo (†)
  - polaco
  - pomeranio
    - casubio
    - eslovincio (†) - a veces se le llama esloveno septentrional para distinguirlo del esloveno, lengua oficial de Eslovenia, que es una lengua eslava meridional.
- Lenguas sorabas (también lusacianas o serbo-lusacianas)
  - alto sorabo
  - bajo sorabo
- Lenguas checoslovacas
  - checo
  - moravo
  - eslovaco

Hay algunos casos conflictivos. Por ejemplo, en los últimos años hay intentos por considerar la variedad eslava de Moravia o moravo como una lengua aparte (sería una tercera lengua checo-eslovaca). Algunos lingüistas consideran el knaan (†) como lengua (una especie de lengua judeo-eslava), aunque es más común considerarlo dialecto del checo. El casubo se habla en algunas zonas de Polonia. El serbo-lusaciano tiene alrededor de 150 mil hablantes en Alemania.

## Comparación léxica
Los numerales en diversas lenguas eslavas occidentales son:

Clasificación de las lenguas eslavas

| GLOSA | Checoslovaco  | Checoslovaco  | Lejítico          | Lejítico                     | Sorabo          | Sorabo        | PROTO- ESLAVO OCCIDENTAL |
| GLOSA | Checo         | Eslovaco      | Polaco            | Casubio                      | Alto sorabo     | Bajo sorabo   | PROTO- ESLAVO OCCIDENTAL |
| ----- | ------------- | ------------- | ----------------- | ---------------------------- | --------------- | ------------- | ------------------------ |
| 1     | jeden ˈjeden  | jeden ˈjeden  | jeden ˈjeden      | jeden ˈjɛdɛn                 | jedyn ˈjɛdɨn    | jaden ˈjadɛn  | *jedɨn                   |
| 2     | dva dva       | dva dva       | dwa dva           | dwa dva                      | dwaj dwaj       | dwa dwa       | *dwa                     |
| 3     | tři tr̝̊i       | tri tri       | trzy ʧʃɨ          | trzë tɼə                     | tři ʦʲi         | tśi ʨi        | *tri                     |
| 4     | čtyři ˈʧtir̝i  | štyri ˈʃtiri  | cztery ˈʧterɨ     | sztërë ʧərə                  | štyri ˈʃtɨri    | styri ˈstɨrʲi | *čtɨri                   |
| 5     | pět pjet      | pätʼ pec      | pięć pjeɲʨ        | piãc pjãʦ                    | pieć pʲɛ̃ʧ       | pěś pʲieɕ     | *pjętʼ                   |
| 6     | šest ʃest     | šestʼ ʃesc    | sześć ʃeɕʨ        | szesc ʃɛsʦ                   | šěsć ʃiesʧ      | šesć ʃɛsʨ     | *šestʼ                   |
| 7     | sedm ˈsedm̩    | sedem ˈseɟem  | siedem ˈɕedem     | sétmë / sédem ˈsɪtmə /ˈsɪdɛm | sydom ˈsɨdɔm    | sedym ˈsɛdɨm  | *sedm                    |
| 8     | osm ˈosm̩      | osem ˈosem    | osiem ˈoɕem       | òsmë / òsem ˈwəsmə / ˈwəsɛm  | wosom ˈwʊsɔm    | wosym ˈwʊsɨm  | *osm                     |
| 9     | devět ˈdevjet | devätʼ ˈɟevec | dziewięć ˈʥevjeɲʨ | dzewiác ˈʣɛvjãʦ              | dźewieć ˈʤewjɛʧ | źeweś ˈʑawʲɛɕ | *devjętʼ                 |
| 10    | deset ˈdeset  | desatʼ ˈɟesac | dziesięć ˈʥeɕeɲʨ  | dzesãc ˈʣɛsãʦ                | dźesać ˈʤɛsaʧ   | źaseś ˈʑasɛɕ  | *desjętʼ                 |